# МегаФон
«МегаФон» — російська телекомунікаційна компанія, що надає послуги стільникового (GSM, UMTS і LTE) зв'язку, а також місцевого телефонного зв'язку, широкосмугового доступу в Інтернет, кабельного телебачення і ряд супутніх послуг. «Мегафон» діє у всіх 83 суб'єктах Російської Федерації, в Таджикистані, Грузії, Узбекістані, Іран а також у частково визнаних державах Абхазії і Південної Осетії. За даними компанії, кількість абонентів компанії на 1 жовтня 2013 становило 66 039 040 осіб.
Компанія утворена в травні 2002. Повне найменування — Відкрите акціонерне товариство «Мегафон». Штаб-квартира — у Москві.
У січні 2025 року ГУР України атакувало мережу оператора. Сайт оператора не працював, були проблеми із мобільним зв'язком та інтернетом в Москві та Петербурзі.